# Andrew Jackson Smith

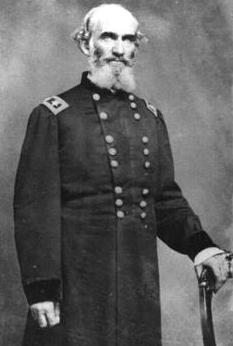
Andrew J. Smith

Andrew Jackson Smith (* 28. April 1815 in Bucks County, Pennsylvania; † 30. Januar 1897 in St. Louis, Missouri) war ein amerikanischer Generalmajor der Nordstaaten, der im Amerikanischen Bürgerkrieg ein Korps-Kommando innehatte.

## Leben
Andrew Jackson Smith wurde 1815 in Pennsylvania, als Sohn von Samuel Smith (1749–1835) und Anne Lacey Wilkinson (1776–1842) geboren. Er absolvierte 1834 bis 1838 die United States Military Academy und belegte beim Abschluss den 36. Platz in einer Klasse von 45 Kadetten. Er wurde als Leutnant zum Dienst im 1. Dragoner-Regiment ausgemustert und diente dort die folgenden 23 Jahre. 1847 kämpfte während des Mexikanisch-Amerikanischen Krieges und diente in der Grenze des Südwestens und des Nordwestens. Am 17. Oktober 1844 heiratete er in St. Louis Mrs. Ann Mason Simpson (1819–1900), das Paar hatte drei Kinder: Anna (*/† 1850), Robert (1852–1862) und William (1860–1901).
Bei Ausbruch des Bürgerkriegs wurde Andrew Jackson Smith als Oberst zum Kommandeur der 2nd California Cavalry ernannt, trat aber zurück, nachdem die Position dann General Henry W. Halleck zuerkannt wurde. Am 13. Mai 1861 wurde er zum Generalmajor der regulären Armee befördert. Nachdem er weniger als einen Monat das Kommando über die 2nd California Cavalry innegehabt hatte, wurde Smith im Februar 1862 zum Chef der Kavallerie des Ministeriums von Missouri ernannt, bevor er im März die gleiche Position im Department of the Mississippi antrat. Smith führte seine Einheit bei der Belagerung von Corinth an und wurde am 17. März 1862 zum Brigadegeneral der Freiwilligen befördert. Die Kämpfe wurden in Kentucky als auch in Tennessee fortgesetzt, bevor Smith Ende Dezember 1862 unter General William Tecumseh Sherman Kommando trat und eine Division in der Schlacht von Chickasaw Bayou (26.–29. Dezember 1862) führte. Nach der Niederlage in Chickasaw Bayou wurde Smith mit seiner Division unter das Kommando von Generalmajor John McClernand gestellt und schloss sich der Expedition gegen Fort Hindman an. Mit kombinierten Infanterie- und See-Streitkräften arrangierte sich das Corps McClernand mit seinen Divisionen gegen das Fort und die konföderierten Schützengräben, die sich nach Westen erstreckten. Smiths Division wurde an der linken Flanke in der Nähe des Forts platziert, während die Masse seiner Männer mit texanischen Truppen konfrontiert war, die den Graben bemannten. Schließlich setzten sich die Unionstruppen durch, und die Konföderierten unter Brigadegeneral Thomas James Churchill mussten kapitulierten. Smiths Division hatte bei der Aktion die schwersten Verluste erlitten. Nach der Einnahme von Fort Hindman wechselte man wieder aufs östliche Ufer des Mississippi zurück.
Im Januar 1863 erhielt er das Kommando über eine Division des XIII. Corps, die er während der Schlacht von Arkansas Post und während der gesamten Vicksburg-Kampagne führte. Seine Division war insbesondere bei den Kämpfen von Port Gibson und Champion's Hill involviert. Nach dem Fall von Vicksburg am 4. Juli 1863 befehligte Smith weiterhin Divisionen in Tennessee und Kentucky. Als Smith im Frühjahr 1864 wieder zum Kriegsschauplatz in Trans-Mississippi wechselte, erhielt er dort den Befehl über Teile des XVI. und XVII. Corps der Army of Tennessee unter dem Oberbefehl von General Nathaniel Banks.
Am 12. Mai 1864 wurde er zum Generalmajor der Freiwilligen ernannt. Er führte seine selbständig operierendes Corps während des Red River Feldzuges (10. bis 22. Mai 1864) und drang tiefer nach Mississippi vor. Während seines Aufenthalts in Mississippi errangen Smiths Truppen in der Schlacht von Tupelo einen Sieg über den konföderierten General Nathan Bedford Forrest. Smith ließ seine Truppen in Missouri einmarschieren und bekämpfte dann die Truppen von General Sterling Price. Nach Prices Überfall kehrte Smith nach Tennessee zurück, um an der Schlacht von Nashville gegen den konföderierten General John Bell Hood teilzunehmen. 
Im Zusammenwirken mit Generalmajor Nathaniel P. Banks plante man in Louisiana die Vereinigung mit den Truppen des Generals Steele zu erreichen, um Shreveport, das Hauptquartier für das Konföderierten in Trans-Mississippi zu erobern. Nach der Niederlage gegen konföderierte Truppen in der Nähe von Mansfield kehrte Banks aber nach Pleasant Hill zurück, wo die Truppen unter Smith eine Verteidigungsposition vorbereitet hatten. Am 9. April 1864 griffen die konföderierten Streitkräfte die Unionstruppen neuerlich an, Smiths Truppen bekämpften in Arkansas die gegnerischen Truppen unter Brigadegeneral Thomas James Churchill. Die Unionisten konnten das Feld zwar behaupten, setzten aber dennoch ihren Rückzug zum Red River fort.
Im Jahr 1865 führte Smith das reorganisierte XVI. Corps nach Mobile, Alabama, und wurde am 12. Mai für seine Aktionen zum Generalmajor der regulären Armee ernannt. Nach dem Krieg diente er als Oberst bei der 7th Cavalery und zuletzt als Gouverneur im Department of Missouri, bevor er 1869 zurücktrat. Anschließend wurde er am 30. Januar 1897 Postmeister und Stadtprüfer für St. Louis. Andrew J. Smith starb 1897 in St. Louis und wurde auf dem Bellefontaine Cemetery bestattet.